# Бёрнем-центр
Бёрнем-центр (англ. Burnham Center), первоначально известный как Конвей-билдинг (англ. Conway Building), а затем как здание Chicago Title & Trust (англ. Chicago Title & Trust Building), — исторический небоскрёб в городе Чикаго (штат Иллинойс). Он был возведён на средства американского предпринимателя Маршалла Филда и является последним зданием, спроектированным архитектором Дэниелом Бёрнемом перед своей смертью 1 июня 1912 года. Строительство небоскрёба было завершено в 1913 году.

## История
Бёрнем-центр, первоначально известный как Конвей-билдинг, заменил собой Чикагский оперный театр, построенный в 1885 году. Он был возведён в рамках проекта, возникшего в ходе реализации завещания Маршалла Филда, умершего в 1906 году. Он распорядился, чтобы его состояние в размере 83 миллионов долларов было инвестировано в недвижимость Чикаго, пока его внуку Маршаллу Филду III не исполнится 50 лет (до 1943 года). По большей части его наследство было инвестировано в уже существовавшую на тот момент собственность, но часть его была использована для финансирования строительства трёх новых крупных объектов: Конвей-билдинга, Питтсфилд-билдинга (1927) и Филд-билдинга (1934).
Даниел Бёрнем часто работал по заказам Филда. Так по его проектам были возведены пристройки к зданию Маршалл-Филд-энд-Компани-билдинг (1892) и Филдовскому музею естественной истории (около 1900 года). Бёрнем вместе с Фредериком П. Динкельбергом завершил работу над проектом Конвей-билдинга незадолго до своего отъезда из Чикаго в апреле 1912 года. Два месяца спустя он скончался в Германии. Бёрнем-центр напоминает собой нью-йоркский Флэтайрон-билдинг, также спроектированный Бёрнемом. Оба здания имеют 21 этаж, закруглённые углы и оформлены в стиле бозар. Предположительно, источником вдохновения при проектировании обоих зданий послужил римский палаццо ди Пропаганда Фиде. Архитектор Эрнест Роберт Грэм вместе с Пирсом Андерсоном и Эдвардом Пробстом взяли на себя завершение проекта 30 апреля. В 1913 году строительство небоскрёба было закончено компанией Graham, Burnham & Co. (предшественницей Graham, Anderson, Probst & White).

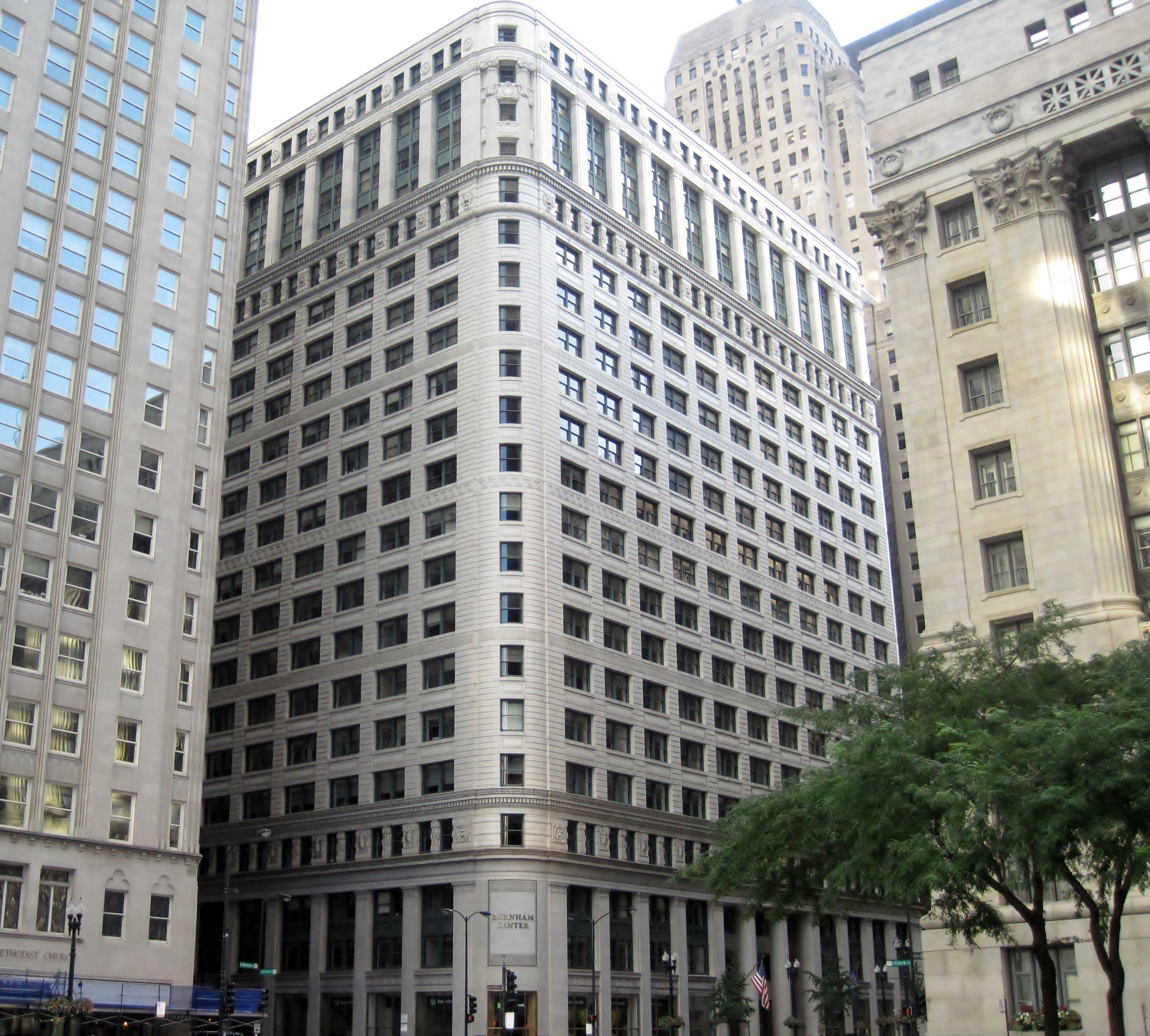
Бёрнем-центр в 2010 году

9 февраля 1984 года здание было признано памятником Службой национальных парков США с включением его в Национальный реестр исторических мест США. Компания Chicago Title & Trust Co. на протяжении очень долгого времени была арендатором здания до завершения в 1992 году строительства Chicago Title & Trust Center. С того момента небоскрёб известен как Бёрнем-центр.
В Бёрнем-центре ныне располагается штаб-квартира компании Grubhub.